# Petelia fumida
Petelia fumida är en fjärilsart som beskrevs av William Schaus 1913. Petelia fumida ingår i släktet Petelia och familjen mätare. Inga underarter finns listade i Catalogue of Life.